# Hotel Vancouver

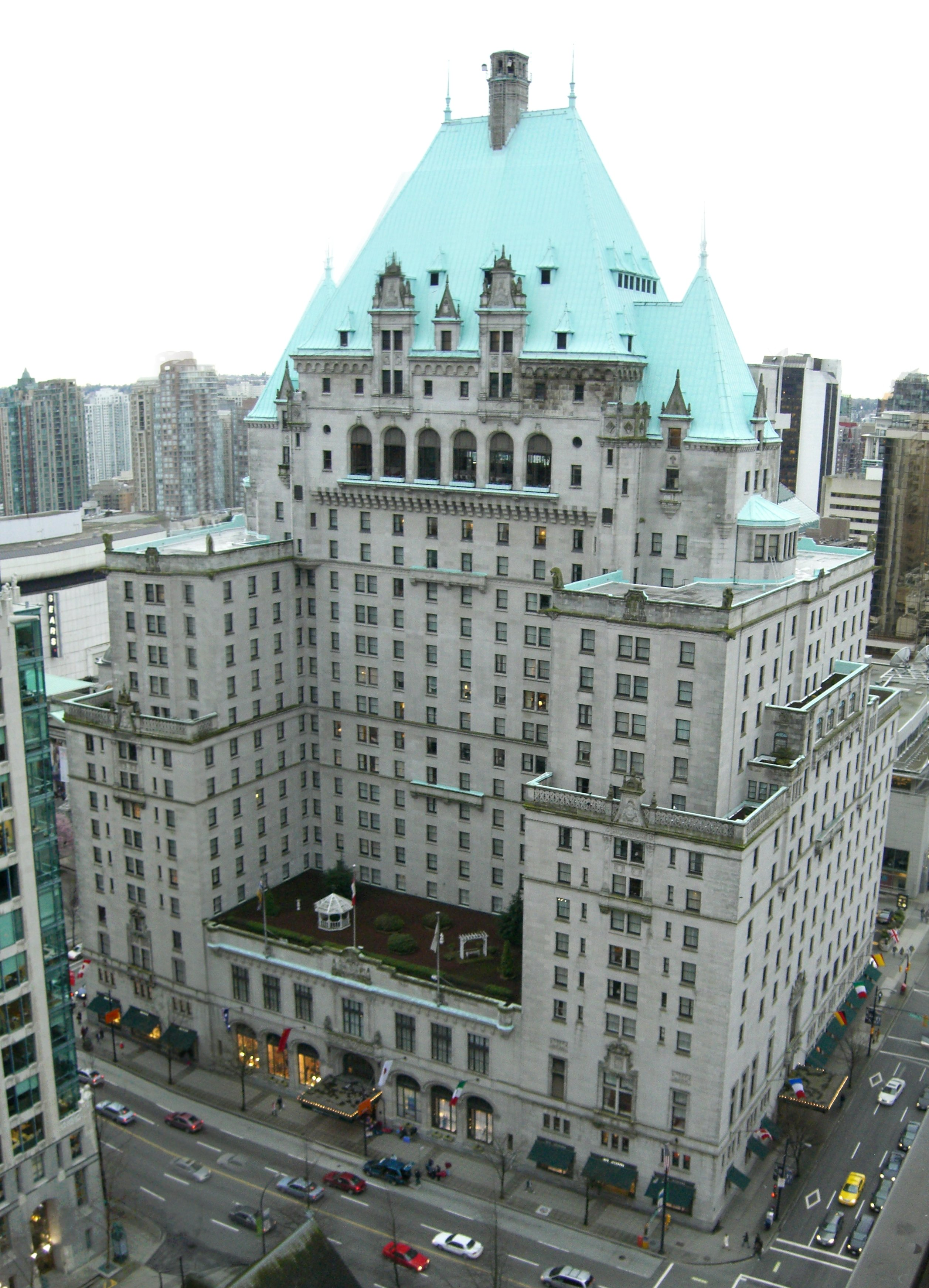
Hotel Vancouver

Das Fairmont Hotel Vancouver (allgemein als Hotel Vancouver bekannt) ist ein Luxushotel mit 556 Zimmern in der kanadischen Stadt Vancouver. Es befindet sich im Stadtzentrum an der Kreuzung von West Georgia Street und Burrard Street, unmittelbar neben der Christ Church Cathedral. Das Gebäude ist 111 Meter hoch, hat 17 Stockwerke und ist im Besitz des Unternehmens Fairmont Hotels and Resorts. Von 1939 bis 1972 war es das höchste Gebäude der Stadt, bevor es vom Toronto Dominion Tower abgelöst wurde. Es selber hatte das Marine Building als höchstes Gebäude abgelöst.
Es gab zwei Vorgängerbauten namens Hotel Vancouver, die einen Straßenblock entfernt an der Kreuzung von Granville Street und West Georgia Street standen. Das erste fünfstöckige Gebäude aus dem späten 19. Jahrhundert wurde 1916 durch einen 77 Meter hohen Neubau im Neorenaissance-Stil ersetzt. Während des Zweiten Weltkriegs diente das zweite Hotel als Truppenunterkunft. Nach Kriegsende wurde es von obdachlosen Veteranen besetzt. 1949 wurde es abgerissen.
Die Bauarbeiten am heutigen Hotel Vancouver begannen 1928 im Auftrag der Canadian National Railway, ruhten jedoch zur Zeit der Weltwirtschaftskrise während fünf Jahren. Die Canadian Pacific Railway stieg als Partnerin ein und im Mai 1939 konnte das im Art-déco-Stil errichtete Gebäude eröffnet werden. Bis 1999 gehörte das Hotel zur Kette der Canadian Pacific Hotels, die dann unter der Bezeichnung Fairmont aus dem Konzern ausgegliedert wurde.
Die Fassade des Hotel Vancouver diente als Kulisse der Fernsehserie Hotel Zack & Cody und des Films Fifty Shades of Grey.